# Satyrium deria
Satyrium deria is een vlinder uit de familie van de Lycaenidae. De wetenschappelijke naam van de soort werd als Thecla deria in 1865 gepubliceerd door Moore.